# Neolitsea velutina
Neolitsea velutina là loài thực vật có hoa trong họ Nguyệt quế. Loài này được W.T. Wang miêu tả khoa học đầu tiên năm 1957.